# Łom (narzędzie)

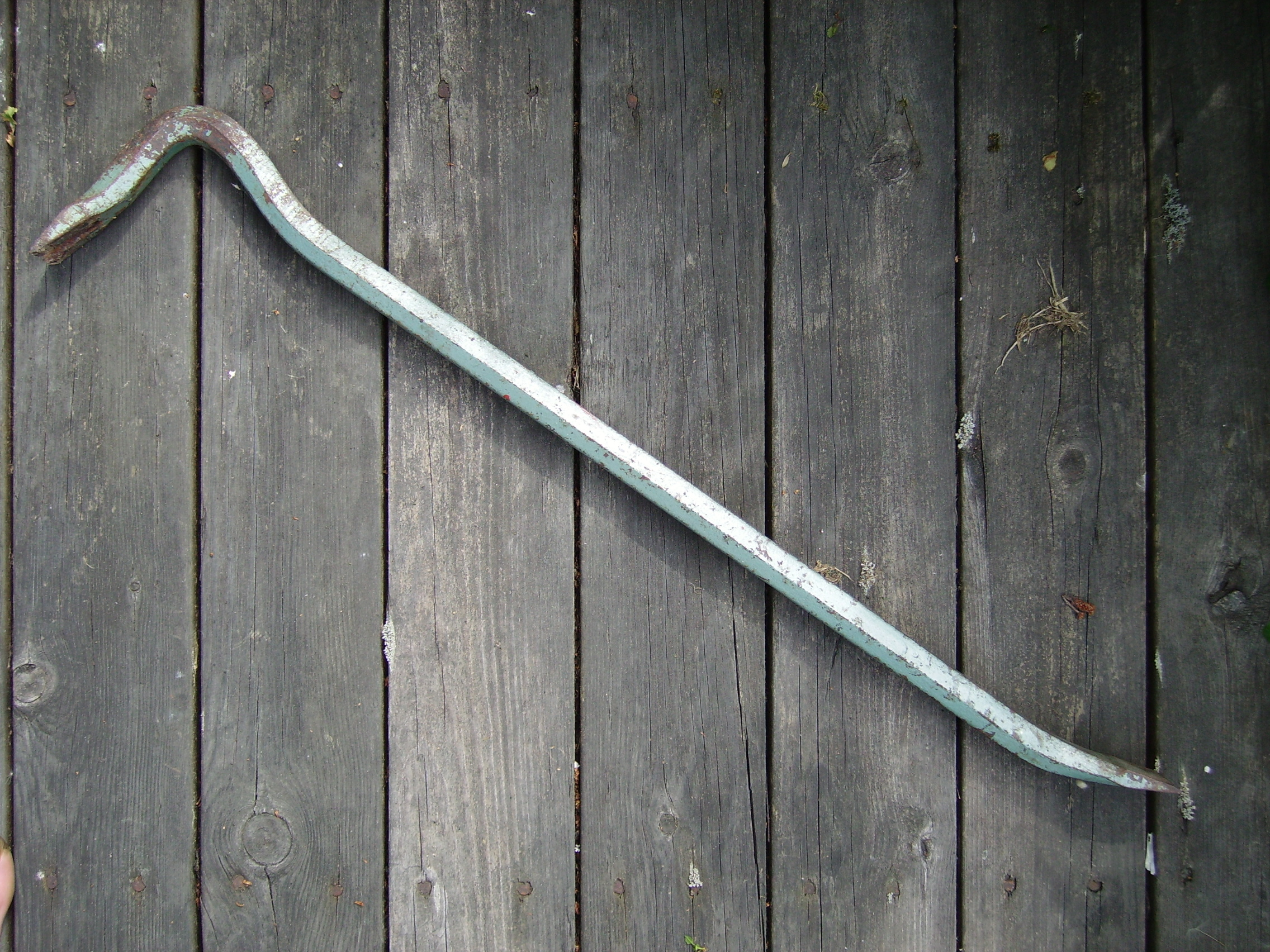
Łom

Łom – narzędzie mające postać stalowego drąga zaostrzonego lub spłaszczonego na końcu służące do rozbijania, kruszenia, podważania ciężarów i tym podobnych prac. W klasycznym wykonaniu jeden z końców zostaje spłaszczony a drugi zaostrzony.
Regionalnie łom nazywany jest „brechą” lub „breszką” z niemieckiego „brechstange”.